# Галі Атарі
Галі (Авігаіль) Атарі (івр. גלי עטרי нар. 29 грудня 1953, Реховот, Ізраїль) — ізраїльська співачка й акторка, переможниця 24-го пісенного конкурсу «Євробачення».

## Біографія
Народилася в сім'ї вихідців з Ємену. Навчалася у релігійній школі. У 1974 році поїхала до США і протягом року працювала бек-вокалісткою на бродвейській сцені. У 1971 та 1976 роках представляла Ізраїль на Всесвітньому фестивалі популярної пісні в Японії. Працювала стюардесою в ізраїльській авіакомпанії «Ель-Аль».
Вперше брала участь у національному відбірковому конкурсі до Євробачення у 1977 році, а наступного року посіла на ньому перше місце. Стала переможницею конкурсу пісні Євробачення, що проходив в Єрусалимі з піснею «Hallelujah», яку виконала спільно з гуртом «Milk and Honey». Після цього продовжила сольну кар'єру.
За виконання головної ролі у фільмі «Смуга» у 1978 році в Ізраїлі їй надано звання «Акторка року». У 1979 році зіграла головну роль у фільмах «Ансамбль» і «Дізенгофф 99». У 1998—1999 роках грала у телесеріалі «Сім'я Азани».